# Pas dels Lladres (Er)
El Pas dels Lladres és una collada d'alta muntanya situada a 2.505,9 m alt del límit dels termes comunals d'Er i de Vallcebollera, tots dos de la comarca de l'Alta Cerdanya, a la Catalunya del Nord.
És a l'extrem sud-oest del terme d'Er i a l'extrem sud-est del de Vallcebollera. És al sud-est del Pic de Duraneu, o de Credells, i al nord-oest de la Tossa del Pas dels Lladres.
El Pas dels Lladres està inclòs en moltes de les rutes excursionistes a peu, amb esquís o amb bicicleta de muntanya del sector dels Pirineus cerdans.